# (2780) Monnig
(2780) Monnig es un asteroide perteneciente al cinturón de asteroides descubierto por Schelte John Bus desde el Observatorio de Siding Spring, cerca de Coonabarabran, Australia, el 28 de febrero de 1981.

## Designación y nombre
Monnig recibió inicialmente la designación de 1981 DO2.
Más tarde se nombró en honor del astrónomo aficionado estadounidense Oscar Monnig (1902-1999).

## Características orbitales
Monnig está situado a una distancia media de 2,194 ua del Sol, pudiendo acercarse hasta 1,94 ua y alejarse hasta 2,448 ua. Su excentricidad es 0,1158 y la inclinación orbital 5,467 grados. Emplea 1187 días en completar una órbita alrededor del Sol.

## Características físicas
La magnitud absoluta de Monnig es 13,5.